# مدرسه حقوق دانشگاه نیویورک
مدسه حقوق دانشگاه نیویورک(به انگلیسی: New York University School of Law) در سال ۱۸۳۵ تأسیس شده‌است، قدیمی‌ترین دانشکده حقوق در شهر نیویورک است. دارای درجه دکترای حقوق است، و در دهکده گرینویچ در منهتن پایین قرار دارد.
در حال حاضر با رتبه بندی علمی دانشگاه شانگهای با موضوع حقوق، در رتبه چهارم بهترین دانشکده حقوق در جهان قرار دارد. طبق قانون جدید، برترین دانشکده عمومی در ایالات متحده مطابق یک مطالعه اخیر، با داشتن کارشناسان برجسته مشهور در تمام زمینه‌های حقوقی، است.

## تاریخچه
مدرسه حقوق دانشگاه نیویورک در سال ۱۸۳۵ تأسیس شد و آن را به قدیمی‌ترین مدرسه حقوق در شهر نیویورک تبدیل کرد. همچنین قدیمی‌ترین مدرسه حقوق بازمانده در ایالت نیویورک و قدیمی‌ترین در ایالات متحده است. تنها مدرسه حقوق در ایالت قبل از آن، یک مؤسسه کوچک بود که توسط پیتر ون شوک در نیویورک ایجاد شد. همچنین قدیمی‌ترین مدرسه حرفه‌ای این دانشگاه است.
این مدرسه توسط بنیامین فرانکلین باتلر، دادستان کل ایالات متحده و به درخواست شورای دانشگاه نیویورک تأسیس شده‌است. باتلر به جیمز م. ماتوئس، رئیس دانشگاه، «طرح ساماندهی مدرسه حقوق در دانشگاه شهر نیویورک» ارسال کرد که یک دوره تحصیلی سه ساله را تعریف می‌کرد. این طرح به‌طور رسمی در تاریخ ۲ ژوئن ۱۸۳۵ توسط نشریه آغاز به کار مدرسه حقوق پذیرفته شد. آموزش شروع شد و باتلر در مارس ۱۸۳۸ به عنوان استاد اصلی مدرسه انتخاب شد. برنامه درسی که او ایجاد کرد اولین بار در کشور بود که قانون را با استفاده از «روش دوره» تدریس کرد، که به عنوان استانداردی برای آموزش حقوقی در ایالات متحده پذیرفته شد.
این مدرسه حقوق از نخستین مدرسه‌های حقوق در ایالات متحده بود که زنان را پذیرفت، از سال ۱۸۹۰ شروع کرد. دانشکده حقوق در سال ۱۹۵۱ به سرپرستی معاون خود، آرتور تی. واندربیلت، به محل فعلی خود در میدان واشینگتن جنوبی ۴۰ واقع در دهکده گرینیچ بازگشت. در آن سال، بورسیه Root-Tilden-Kern را برای خدمات عمومی تأسیس کرد.
مدرسه حقوق متروپولیتن در سال ۱۸۹۵ توسط مدرسه جذب شد و به عنوان بخش شبانه خود تبدیل شد. دانشکده حقوق شروع به افزایش معیارهای پذیرش خود در اوایل قرن بیستم کرد. در سال ۱۹۲۴، لازم بود که تمام دانش‌جویان حداقل یک سال تحصیلات دانشگاهی یا معادل آن را گذرانده باشند. این مطابق با توصیه کانون وکلای دادگستری آمریکا در سال ۱۹۲۶ به دو سال کارشناسی افزایش یافت.

## دانشگاهیان
مدرسه حقوق دانشگاه نیویورک ده ژورنال ویرایش شده توسط دانشجویان را منتشر می‌کند. ژورنال‌ها به ترتیب تأسیس آنها در زیر آمده‌است:
- بررسی حقوق دانشگاه نیویورک
- NYU بررسی سالانه حقوق آمریکا
- مجله حقوق بین‌الملل و سیاست بین‌المللی NYU
- بررسی قانون و تغییرات اجتماعی
- Moot Court Board (که در قانون NYU به عنوان یک مجله در نظر گرفته می‌شود)[۷]
- مجله حقوق محیط زیست دانشگاه نیویورک
- مجله قانونگذاری و سیاستگذاری عمومی
- مجله حقوق و تجارت
- مجله حقوق و آزادی
- مجله قانون مالکیت معنوی و سرگرمی

دانشکده حقوق دانشگاه نیویورک چندین بورس تحصیلی را به دانشجویان پذیرفته شده ارائه می‌دهد. بورسیه‌های جهانی Hauser هشت تا ده دانشجوی برتر LLM از سراسر جهان را می‌پذیرد. بورس تحصیلی شامل لغو شهریه کامل و هزینه اقامت معقول است. علاوه بر این، بورسیه‌های هوگو گروتیوس و همچنین بورسیه‌های واندربیلت را برای مطالعات حقوق بین‌الملل و سایر شاخه‌های حقوق به ترتیب ارائه می‌دهد.

## فارغ التحصیلان قابل توجه
فارغ التحصیلان مشهور شامل ساموئل جی تیلدن، رئیس و نامزد ریاست جمهوری دموکرات‌ها است. شهرداران سابق شهر نیویورک فیورلو لا گواردیا، اد کوچ و رودی جولیانی؛ کمیسر پلیس پلیس شهر نیویورک، ریموند کلی، اوان چسلر، رئیس فعلی دیمیتری مارتین کمدین؛ رئیس‌جمهور جمهوری چین ، ما یینگ ژو؛ رئیس‌جمهور پیشین پاناما گیلرمو آندارا؛ مدیر سابق FBI لوئیز فوره؛ سناتورهای آمریکایی لامار الکساندر، رودی بوشوویتز و یعقوب جاویتس. جسیکا گارسون فینچ، استاد صدساله حقوق در دانشکده حقوق بروکلین و اولین کمیسر زن SEC در روبرتا کارمل، مربی ورزشی هوارد کوسل؛ کمیسون سابق NFL، پل تگلیابو؛ کمیسر NHL گری بتمن؛ جان اف کندی، جونیور؛ بازرس ویژه برنامه نجات دارایی مشکل دار نیل باروفسکی؛ بسیاری از نمایندگان ایالات متحده، از جمله هاکیم جفری، میچل جنکینز، جفرسون مونرو لوی و اسحاق سیگل؛ رئیس اسبق پارامونت پیکچرز جاناتان دولگن؛ مارک ا. پلات، تهیه‌کننده هالیوود و برادوی پیتر گوبر، تهیه‌کننده و رئیس سابق و مدیرعامل سابق شرکت؛ روزنامه‌نگار گلن گرینوالد؛ چندین رهبر سازمانی از جمله رئیس گروه بین شرکت‌های بین‌المللی و مایکل. رابرت هلف مدیر عامل شرکت هارولد مکس مسنر؛ و بنیانگذار هواپیمایی ساوت‌وست ایرلاینز هرب کلر؛ جان توریتزین معاون رئیس‌جمهور؛ و همچنین برندگان جایزه صلح نوبل الیو روت و محمد البرادعی؛ و جارد کوشنر داماد رئیس‌جمهور دونالد ترامپ رئیس‌جمهور ایالات متحده است.
در میان قضات، جودیت کی، قاضی رئیس سابق دادگاه تجدیدنظر نیویورک. دنیس جیکوبز، قاضی رئیس دادگاه تجدیدنظر دادگاه دوم ایالات متحده، قاضی پائولین نیومن از دادگاه تجدید نظر دادگاه مدار فدرال نیز فارغ‌التحصیل قانون NYU است. فارغ التحصیلان به عنوان قاضی دادگاه بین‌المللی دادگستری، که به عنوان دادگاه جهانی، و دادگاه بین‌المللی حقوق بشر بین آمریکایی شناخته می‌شود، خدمت کرده‌اند.